# Amnezia VPN
Amnezia VPN是一款免费开源应用程序，允许用户使用自己的服务器创建个人VPN，而且該应用程序支持OpenVPN、WireGuard、Shadowsocks、IKEv2和Cloak协议。
设置过程在图形用户界面上完成。

## 历史
Amnezia VPN是由来自俄罗斯的互联网活动家发起的项目，他们正在寻找抵抗国家审查的解决方案。第一个版本是在2020年Demhack （页面存档备份，存于）黑客松期间设计的，该活动由来自Roskomsvoboda的数字人权活动家举办。

## 功能
Amnezia VPN支持现代的封锁绕过协议，即使在其他VPN无法工作的地方也能正常工作，例如中国、伊朗和土库曼斯坦。对于互联网审查程度低的国家，Amnezia支持WireGuard和OpenVPN。2022年，Amnezia VPN成功通过了7ASecurity （页面存档备份，存于）进行的安全审计。Amnezia不仅公开了客户端部分的源代码，还公开了服务器部分的源代码。
Amnezia推出了自己的AmneziaWG （页面存档备份，存于）协议，这是最新增加的一种协议，它是流行的WireGuard协议的改进版本，旨在用于世界上互联网环境最恶劣的地区。
Amnezia VPN不要求用户注册，允许匿名访问所有功能。它不会保留任何用户活动日志，也不会出于任何目的跟踪用户或使用他们的个人数据。

## 技术
- OpenVPN（AES-256-GCM；AES-192-GCM；AES-128-GCM；AES-256-CBC；AES-192-CBC；AES-128-CBC；ChaCha20-Poly1305；ARIA-256-CBC；CAMELLIA-256-CBC）。你可以选择完全不使用加密（需要逐个禁用）。 支持TLS授权。
- 基于Cloak的OpenVPN（对于OpenVPN，可以前文所述的加密类型）；Cloak（ChaCha20-IETF-Pole1305；XChaCha20-IETF-Poly1305；AES-256-GCM；AES-192-GCM；AES-128-GCM）等为Cloak设置的伪装网站；Shadowsocks（ChaCha20-IETF-Pole1305；XChaChaCha20-IETF-Poly1305；AES-256-GCM；AES-192-GCM；AES-128-GCM）
- 基于Shadowsocks的OpenVPN（对于OpenVPN，可以前文所述的加密类型）；Shadowsocks（ChaCha20-IETF-Pole1305；XChaChaCha20-IETF-Poly1305；AES-256-GCM；AES-192-GCM；AES-128-GCM）
- AmneziaWG与WireGuard使用普通WireGuard中使用的标准加密方法。[7][8]

## AmneziaFree
AmneziaFree是一个Telegram机器人，用于免费访问被屏蔽的媒体和社交网络网站。开发人员于2022年3月推出了AmneziaFree，当时俄罗斯当局开始根据军事审查制度封锁媒体和全球社交平台。在2022年俄罗斯入侵乌克兰一年后，AmneziaFree拥有近100,000名活跃用户。

## 反响
2023年4月，《连线》杂志将Amnezia VPN描述为一种开源VPN，可以绕过俄罗斯的审查制度。文章称，Amnezia VPN允许用户建立自己的服务器，这使得莫斯科更难封锁这个通往外部世界的门户。
TechRadar的Mike Williams表示，Amnezia的网站上有简单明了的设置说明，首先是一些关于在哪里购买自己服务器的建议。